# Darsalamy
Darsalamy, également orthographié Darsalami, est une commune rurale du département de Bobo-Dioulasso de la province du Houet dans la région des Hauts-Bassins au Burkina Faso.

## Géographie
Darsalamy est située dans le 6e arrondissement du département de Bobo-Dioulasso, à environ 13 km du centre de Bobo-Dioulasso sur la route nationale 7. Le village se trouve au pied de la falaise de Banfora.

## Économie
L'économie de la commune est en partie liée à la gare de Darsalamy sur la ligne d'Abidjan à Ouagadougou permettant des échanges commerciaux.

## Éducation et santé
Le centre de soins le plus proche de Darsalamy est le centre de santé et de promotion sociale (CSPS) de Matourkou, ainsi que les hôpitaux de Bobo-Dioulasso.